# 박스오피스 프로
박스오피스(Boxoffice)는 Boxoffice Media LP에서 발행되는 영화 잡지이다. 1920년에 시작되어, 1931년 현재와 같은 이름으로 바뀐뒤 오늘날까지 발행중이다.